# La Rayuela, Hidalgo
La Rayuela är en ort i Mexiko.   Den ligger i kommunen Cuautepec de Hinojosa och delstaten Hidalgo, i den sydöstra delen av landet, 110 km nordost om huvudstaden Mexico City. La Rayuela ligger 2 211 meter över havet och antalet invånare är 180.
Terrängen runt La Rayuela är kuperad åt sydost, men åt nordväst är den platt. Runt La Rayuela är det ganska tätbefolkat, med 108 invånare per kvadratkilometer. Närmaste större samhälle är Tulancingo, 3,1 km nordväst om La Rayuela. I omgivningarna runt La Rayuela växer huvudsakligen savannskog.